# Estación Pringles (Roca)
Pringles es una estación ferroviaria ubicada en la ciudad de Coronel Pringles, en el partido homónimo, Provincia de Buenos Aires, Argentina.

## Servicios
Es una estación del ramal perteneciente al Ferrocarril General Roca. Desde junio de 2016 no presta servicios de pasajeros.
Sus vías están concesionadas a las empresas de cargas FerroExpreso Pampeano S.A. y Ferrosur Roca.

## Ubicación
Se encuentra a 490 km de la estación Constitución, al norte del ejido urbano, sobre Av. Palmiro Milani 1530 y Dardo Rocha, a aprox. 3 km del centro de la ciudad.